# Евстратий (Подольский)
Епископ Евстратий (в миру Сергей Михайлович Подольский; 1887, село Елисаветградка, Александрийский уезд, Херсонская губерния — 30 июля 1972, Сумы) — епископ Русской православной церкви, епископ Сумский и Ахтырский.

## Биография
Родился в 1887 году в селе Елисаветградке Херсонской губернии в семье священника.
В 1909 году окончил Одесскую духовную семинарию по первому разряду.
В 1910—1919 годы — надзиратель и преподаватель духовного училища в селе Елисаветградке Херсонской губернии.
Рукоположён в священника. Всю свою пастырскую деятельность провел в приходах Кировоградской епархии.
С 1945 по 1949 год — священник кафедрального собора в честь Рождества Пресвятой Богородицы в Кировограде и епархиальный секретарь Кировоградской епархии.
21 октября 1949 года указом Патриарха Алексия I и Священного Синода назначен епископом Кировоградским, викарием Одесской епархии с поручением ему управления Николаевской епархией.
20 ноября 1949 года во Владимирском соборе Киева хиротонисан во епископа Кировоградского, викария Одесской епархии. Чин хиротонии совершали: Святейший Патриарх Московский и всея Руси Алексий I, митрополит Киевский и Галицкий Иоанн (Соколов), епископ Херсонский и Одесский Никон (Петин), епископ Уманский Иларион (Кочергин).
С 17 марта 1950 года — епископ Кировоградский и Николаевский.
Он хорошо знал жизнь духовенства, вникал в заботы приходов и предоставлял им существенную помощь в церковной жизни.
С 27 декабря 1951 года — епископ Сумский и Ахтырский.
Приложил немало сил к возрождению Глинской пустыни, в то время входившей в состав Сумской епархии. В некрологе отмечается, что епископ Евстратий «был прекрасным администратором, чутко относился к духовенству и пасомым и пользовался глубоким уважением и любовью клириков не только не только Сумской, но и Кировоградской епархии, где несли пастырское служение его воспитанники по духовному училищу».
1 мая 1958 года уволен на покой по болезни. Проживал в городе Сумы. По мере сил посещал Ильинский храм города Сумы, где причащался и особенно усердно молился о почивших священнослужителях.
Скончался 30 июля 1972 года в Сумах после тяжёлой продолжительной болезни. Тело почившего епископа Евстратия было облачено по чину, после чего облачавшие его священнослужители совершили заупокойную литию. 31 июля гроб с телом усопшего епископа был поставлен в Преображенском кафедральном соборе города Сумы. Отпевание было совершено 1 августа епископом Полтавским и Кременчугским Феодосием (Дикуном). Погребён недалеко от алтарной апсиды Петропавловского кладбищенского храма.